# Clifford Jarvis
Clifford Jarvis (* 26. August 1941 in Boston; † 26. November 1999 in London) war ein US-amerikanischer Jazz-Schlagzeuger des Hardbop und Free Jazz.

## Leben und Wirken
Jarvis stammte aus einer musikalischen Familie. Sein Großvater und sein Vater waren beide Trompeter und unterstützen seinen Wunsch, Schlagzeuger zu werden. Er studierte am Berklee-College in den 1950er Jahren und nahm Platten auf mit  Chet Baker, Randy Weston, Yusef Lateef, Freddie Hubbard, Barry Harris, Jackie McLean und Elmo Hope. Er spielte mit Grant Green und Rahsaan Roland Kirk und arbeitete von 1962 bis 1976 mit Sun Ra. Später spielte er mit  Pharoah Sanders, Sonny Simmons, Alice Coltrane (The Carnegie Hall Concert), Kenny Drew senior, Walter Davis, Archie Shepp und Siegfried Kessler.
Seit 1983 lebte er in London, wo er seine Gruppe Prophets of Jazz leitete. Patty Waters, frühere Geliebte und Mutter eines gemeinsamen Sohns, hat ihm ihren „Song for Clifford“ gewidmet.

## Auswahl-Diskographie
- 1959 Chet Baker Plays The Best Of Lerner and Loewe (Chet Baker Septet) (Riverside)
Chet Baker (tp) Herbie Mann (fl, ts) Zoot Sims (ts, as) Pepper Adams (bars) Bob Corwin (p) Earl May (b) Clifford Jarvis (d)
- 1959 Live at the five spot (Randy Weston) (Blue Note Records)
Randy Weston (p) Kenny Dorham (tp) Coleman Hawkins (ts) Wilbur Little (b) Clifford Jarvis (d) Roy Haynes (d) Brock Peters (voc) Melba Liston (arr)
- 1960 Images of Curtis Fuller (Curtis Fuller) (Savoy Records)
Curtis Fuller (tb) McCoy Tyner (p) Wilbur Harden (tp) Yusef Lateef (ts) Jimmy Garrison (b) Clifford Jarvis (d)
- 1960 Open Sesame (Freddie Hubbard) (Blue Note Records)
Freddie Hubbard (tp) Tina Brooks (ts) McCoy Tyner (p) Sam Jones (b) Clifford Jarvis (d)
- 1961 Newer than new (Barry Harris Quintet) (Original Jazz Classics)
Barry Harris (p) Charles McPherson (as) Lonnie Hillyer (tp) Ernie Farrow (b) Clifford Jarvis (d)
- 1962 Hub-Tones (Freddie Hubbard) (Blue Note Records)
Freddie Hubbard (tp) James Spaulding (as, fl) Herbie Hancock (p) Reggie Workman (b) Clifford Jarvis (d)
- 1962 Chasin' the Bird (Barry Harris Trio) (Original Jazz Classics)
Barry Harris (p) Bob Cranshaw (b) Clifford Jarvis (d)
- 1962 When Sun Comes Out (Sun Ra) (Saturn)
Sun Ra (p, celeste, perc) Walter Miller (tp) Teddy Nance (tb) Bernard Pettaway (tb) Marshall Allen (as, fl, perc) Danny Davis (as, perc) John Gilmore (ts, cl, d, perc) Pat Patrick (bs, bongos, d) Ronnie Boykins (b, perc) Clifford Jarvis (d, perc) Lex Humphries (d) Tommy Hunter (gong, perc) Theda Barbara (voc)
- 1965 Right Now! (Jackie McLean) (Blue Note Records)
Jackie McLean (as) Larry Willis (p) Bob Cranshaw (b) Clifford Jarvis (d)
- 1966 Nothing Is... (Sun Ra) (Get back)
Sun Ra (p) John Gilmore (ts) Marshall Allen (as) Pat Patrick (bs) Robert Cummings (cl) Teddy Nance (tb) Ali Hassan (tb) Clifford Jarvis (d) Ronnie Boykins (b, t) James Jackson (d, fl) Carl Nimrod (tp, gong)
- 1966 Blue Spirits (Freddie Hubbard) (Blue Note Records)
Freddie Hubbard (tp) Hosea Taylor (Fagott) James Spaulding (as) Hank Mobley, Joe Henderson (ts) Kiane Zavadi (Euphonium) Herbie Hancock (p, Celesta) Harold Mabern, McCoy Tyner (p) Larry Ridley, Reggie Workman (b) Clifford Jarvis, Elvin Jones, Pete La Roca (d) Big Black (congas)
- 1966 Final Sessions, Vol. 1 (Elmo Hope Trio) (Evidense)
Elmo Hope (p) John Ore (b) Clifford Jarvis, Philly Joe Jones (d)
- 1966 Final Sessions, Vol. 2 (Elmo Hope Trio) (Evidense)
Elmo Hope (p) John Ore (b) Clifford Jarvis, Philly Joe Jones (d)
- 1966 Final Sessions (Elmo Hope Trio) (Evidense)
Elmo Hope (p) John Ore (b) Clifford Jarvis, Philly Joe Jones (d)
- 1966 Spaceways (Sun Ra) (Freedom Records)
- 1968 Calling Planet Earth (Sun Ra) (Freedom Records)
- 1968 Outer Spaceways Incorporated (Sun Ra) (Freedom Records)
- 1971 Calling Planet Earth (live) (Sun Ra) (Freedom Records)
- 1973 Pathways to Unknown Worlds (Sun Ra) (ABC/Impulse!)
- 1971 The Solar-Myth Approach (Sun Ra) (Affinity, 1070–71)
- 1979 African Bass (Johnny Dyani/Clifford Jarvis Duo) (Red Records) Johnny Dyani, Clifford Jarvis
- 2020 Bukky Leo Quartet feat. Clifford Jarvis: Evolution (Drift)